# Károly Kiss
Károly Kiss (* 24. September 1903 in Bicske, Komitat Fejér; † 4. Dezember 1983 in Budapest) war ein ungarischer Politiker der Ungarischen Kommunistischen Partei MKP (Magyar Kommunista Párt), der Partei der Ungarischen Werktätigen MDP (Magyar Dolgozók Pártja) sowie später der Ungarischen Sozialistischen Arbeiterpartei MSZMP (Magyar Szocialista Munkáspárt), der zeitweise Vize-Ministerpräsident und Außenminister war.

## Leben

### Schuhmacher, kommunistischer Funktionär und Verhaftungen

#### 1920er Jahre
Kiss, Sohn eines Schuhmachers, begann nach dem Schulbesuch im Alter von zwölf Jahren 1915 eine Berufsausbildung in der Werkstatt seines Vaters und wurde 1922 Arbeiter in der Korondi-Schuhfabrik. 1922 wurde er zunächst Mitglied der Ungarischen Sozialdemokratischen Partei MSZDP (Magyarországi Szociáldemokrata Párt), ehe er 1923 der illegalen Ungarischen Kommunistischen Partei MKP (Magyar Kommunista Párt) beitrat. 1925 gehörte er zusammen mit István Vági zu den Mitgründern der damaligen Ungarischen Sozialistischen Arbeiterpartei MSZMP (Magyarországi Szocialista Munkáspárt) und besuchte im September 1925 eine Parteischule der Arbeiterklasse in Wien.
Nach seiner Rückkehr wurde Kiss im Juli 1926 wegen der Vorbereitung eines gewaltsamen Umsturzes von Staat und Gesellschaft erstmals verhaftet, und zu 22 Monaten Freiheitsstrafe verurteilt. Nach seiner vorzeitigen Haftentlassung wurde er im Juli 1927 Arbeiter in der Biermann-Schuhfabrik und Anfang 1928 zum Mitglied des Regionalausschusses der MKP für Nord-Ungarn gewählt. Bereits im Juni 1929 wurde er erneut verhaftet und diesmal zu einer Haftstrafe von 18 Monaten verurteilt. 

#### 1930er Jahre und Zeit des Zweiten Weltkrieges
Nach der Haftentlassung im Dezember 1930 nahm er eine Beschäftigung als Arbeiter in der Straßenschuhfabrik Népszínház an und wurde 1931 zusammen mit Sándor Fürst beauftragt, ein ungarisches Sekretariat der Kommunistischen Internationale aufzubauen, um die Arbeit der illegalen Kommunistischen Partei zu organisieren. Während dieser Zeit lebte er unter polizeilicher Beobachtung und zuletzt mit gefälschten Personaldokumenten.
Kurz vor einer großen Verhaftungswelle gelang ihm im Sommer 1931 die Flucht nach Moskau, wo er ein Jahr im Exil lebte und ein Studium an der Internationalen Lenin-Schule, der Ausbildungsstätte der Komintern in Moskau, absolvierte. Bei einer Sitzung im Mai 1932 in Wien wurde er zum Mitglied des Zentralkomitees (ZK) der MKP gewählt und nach seiner Rückkehr nach Ungarn im Juli 1932 wegen Mitgliedschaft in der kommunistischen Bewegung erneut verhaftet sowie zu einer weiteren Haftstrafe von 18 Monaten verurteilt. In dem daraufhin von ihm aus der Haft heraus angestrengten Berufungsverfahren wurde die Haftstrafe auf 3 Jahre 8 Monate erhöht. Nach der vorzeitigen Haftentlassung im Juni 1934 wurde er zur Wohnsitznahme in Budapest verpflichtet, wo er in der Angyalföldön-Schuhfabrik arbeitete.
1939 nahm Kiss eine Tätigkeit als Arbeiter in der Nizza-Schuhfabrik Gyárába auf. Er wurde im Mai 1941 unter Nutzung eines falschen Namens in Kistarcsa abermals festgenommen und in Nagykanizsa interniert. Im Sommer 1943 wurde er entlassen und kehrte nach Budapest zurück, wo er als Arbeiter in der Ládi-Schuhfabrik eine neue Beschäftigung fand. Nach der Besetzung Ungarns durch Deutschland im Rahmen des Unternehmens Margarethe im Zweiten Weltkrieg kam es abermals zu seiner Festnahme wegen der Beteiligung an dem vom ZK der MKP organisierten bewaffneten Widerstand im neunten und zehnten Bezirken Budapests, Ferencváros  und Kőbánya.
Am 19. Januar 1945 gehörte Kiss zu den zentralen Führungspersönlichkeiten der MKP und wurde am 22. Februar 1945 in deren Zentralkomitee gewählt. In der Folgezeit war er Mitarbeiter der Kaderabteilung des ZK, deren Leiter er im Mai 1945 wurde. Am 2. April 1945 wurde er in die Provisorische Nationalversammlung gewählt.

### Politische Laufbahn in der Nachkriegszeit und in der Volksrepublik Ungarn

#### Parlamentsabgeordneter und stellvertretender Staatspräsident
Am 21. Mai 1945 wurde Kiss Mitglied des Politbüros der MKP und gehörte diesem bis zum 20. September 1946 an. Anschließend wurde er im September 1946 Vorsitzender der Parteikontrollkommission und behielt diese Funktion zehn Jahre lang bis 1956. Bei der Wahl vom 4. November 1945 wurde er in Budapest zum Abgeordneten in das Ungarische Parlament (Országgyűlés) und bei der Wahl am 31. August 1947 bestätigt und war von 1945 bis 1949 zugleich Sekretär des Parlamentspräsidiums. Daneben war er zwischen 1945 und 1949 Mitglied des Budapester Nationalkomitees sowie 1948 Vizepräsident des Stadtrates. 1947 wurde ihm die Ungarische Freiheitsmedaille (Magyar Szabadság Érdemrend) sowie 1948 der Ungarische Verdienstorden (Magyar Köztársasági Érdemrend) verliehen.
Bei der Wahl vom 15. Mai 1949 wurde Kiss als Kandidat auf der gemeinsamen Liste der Ungarischen Unabhängigen Volksfront MFN (Magyar Függetlenségi Népfront) und der Patriotischen Volksfront HNF (Hazafias Népfront) als Abgeordneter in das Parlament gewählt und vertrat in diesem bis 1967 das Komitat Zala. Während dieser Zeit war er von 1949 bis 1952 auch Absolvent der Miklós Zrínyi-Militärakademie (Zrínyi Miklós Katonai Akadémia). Am 30. Mai 1949 wurde er wiederum Mitglied des Zentralkomitees der MDP und war zugleich vom 23. August 1949 bis zum 15. Mai 1951 neben Daniel Nagy als Vize-Vorsitzender des Präsidiums der Ungarischen Volksrepublik einer der beiden Stellvertreter von Staatspräsident Árpád Szakasits beziehungsweise Sándor Rónai. Auf der ZK-Sitzung vom 31. Mai 1950 wurde er Mitglied des Organisationskomitees der Partei.

#### Politbüromitglied, Vize-Ministerpräsident und Außenminister
Auf dem II. Parteitag der MDP wurde Kiss am 1. März 1951 zum Mitglied des Politbüros des ZK gewählt. Kurz darauf gehörte er im April 1951 neben Mihály Farkas und István Kovács zu den Politbüromitgliedern, die auf Veranlassung von MDP-Generalsekretär Mátyás Rákosi die Untersuchungen leiteten, die zur Verhaftung und politischen Entmachtung von Politbüromitglied János Kádár und Außenminister Gyula Kállai wegen angeblicher Unterstützung Josip Broz Titos führte.
Am 12. Mai 1951 wurde Kiss als Nachfolger Kállais selbst Außenminister sowie zugleich Vize-Vorsitzender des Ministerrates und bekleidete diese Ämter bis zum 12. November 1952. Nachfolger als Außenminister wurde daraufhin Erik Molnár, der bereits vom 24. September 1947 bis zum 5. August 1948 dieses Amt bekleidete. Auf der Sitzung des ZK-Plenums am 28. Juni 1953 verlor er sein Amt als Politbüromitglied und als Mitglied des Organisationskomitees, blieb aber Vorsitzender der Parteikontrollkommission. Während des ZK-Plenums vom 21. Juli 1956 wurde er jedoch wieder Mitglied des ZK der MDP.

#### Ungarischer Volksaufstand 1956 und Kádár-Ära
Während des Ungarischen Volksaufstandes wurde er am 24. Oktober 1956 zunächst Mitglied des Politbüros des ZK der MDP, verlor dieses Amt dann zwei Tage später wieder, ehe er vom 28. bis 31. Oktober 1956 abermals Politbüromitglied war.
Am 2. November 1956 unternahm er zusammen mit Antal Apró, György Marosán und Sándor Nógrádi eine Besuchsreise nach Moskau, um die Sowjetunion um Hilfe im Kampf gegen die Aufständischen zu bitten. Nachdem er am 7. November 1956 von einer erneuten Besuchsreise zusammen mit János Kádár aus Moskau zurückgekehrt war, wurde er abermals Mitglied des Politbüros der MDP, die nach der Niederschlagung des Volksaufstandes im Dezember 1956 in Ungarische Sozialistische Arbeiterpartei MSZMP (Magyar Szocialista Munkáspárt) umbenannt wurde. In der Folgezeit kam es zur Neuorganisation der Partei und Wiederherstellung der staatlichen Organisationen.
Auf der Sitzung des Politbüros vom 26. Februar 1957 wurde Kiss zum Sekretär des ZK für Parteiorganisation ernannt und im Mai 1957 Mitglied des Präsidiums der Volksrepublik Ungarn. Am 26. November 1958 wurde er als Vize-Vorsitzender des Präsidiums der Volksrepublik Ungarn neben Dániel Nagy abermals Stellvertreter von Staatspräsident István Dobi. Diese Funktion bekleidete er bis zu seiner Ablösung durch György Marosán am 7. Oktober 1961. 1958 erhielt er die Arbeiter-und-Bauern-Medaille (Munkás-paraszt Hatalomért Emlékérem). Er selbst war zuletzt als Nachfolger von István Kristóf vom 7. Oktober 1961 bis zu seiner Ablösung durch Lajos Cseterki am 14. April 1967 Sekretär des Präsidiums der Volksrepublik Ungarn.
Nachdem er bereits im September 1961 von seinem Amt als ZK-Sekretär entbunden wurde, schied er auf dem ZK-Plenum am 16. August 1962 als Mitglied aus dem Politbüro aus, blieb aber bis zu seinem Tod Mitglied des ZK der MSZMP. 1967 wurde ihm der Sozialistische Vaterländische Verdienstorden (Szocialista Hazáért Érdemrend) verliehen. Daneben war er vom 6. Mai 1967 bis zu seinem Tod Vizepräsident des Nationalrates der Gewerkschaften SZOT (Szakszervezetek Országos Tanácsa) sowie zugleich von 1970 bis zu seinem Tod Vizepräsident des Ungarischen Solidaritätskomitees MSZB (Magyar Szolidaritási Bizottság). Kurz vor seinem Tod wurde er mit dem Orden der Flagge der Volksrepublik Ungarn (A Magyar Népköztársaság Zászlórendje) ausgezeichnet.